# آناموکس

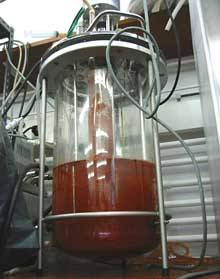
این دستگاه در تصویر، در فرآیند آناموکس (Anammox) مورد استفاده قرار می‌گیرد. آناموکس یک فرآیند اکسیداسیون بی‌هوازی آمونیاک است که نیترات را به نیتروژن تبدیل می‌کند. این فرآیند در تصفیه‌خانه‌های فاضلاب برای حذف نیتروژن استفاده می‌شود.

آناموکس یک فرایند اکسیداسیون است. در این فرایند آمونیاک از طریق بیهوازی با استفاده از نیتریت به عنوان یک پذیرنده الکترون به نیتروژن اکسید می‌شود.